# Willy Faché
Willy Faché (1936) is emeritus hoogleraar aan de Universiteit Gent (faculteit Psychologie en Pedagogische Wetenschappen) en lag met zijn onderzoek rond informatie- en hulpbehoeften bij jongeren aan de basis van de oprichting van de jongereninformatie- en adviescentra. 

## Loopbaan

### Onderwijscarrière
In 1956 startte Faché als leraar pedagogiek aan de Rijksnormaalschool in Gent. Hij was er studiemeester en opvoeder tot 1968. In 1961 behaalde hij zijn licentiaat in de pedagogische wetenschappen. Vanaf 1968 tot 1971 was hij pedagogisch adviseur voor de Vlaamse Federatie van Jeugdhuizen.
Van 1970 tot 2001 bekleedde hij functies aan de Rijksuniversiteit Gent (nu Universiteit Gent) als assistent, geassocieerd docent en hoogleraar. Samen met Eugène Verhellen en Gerda De Bock besteedde hij aandacht aan de kinder- en jeugdproblematiek. In 1970 stichtten ze samen de opleiding sociale agogiek.
In 1991 en 1992 had hij binnen de universiteit een bestuursfunctie als directeur diensthoofd van het seminarie en laboratorium voor jeugdwelzijn en volwassenenvorming. Sinds zijn emeritaat in 2001 is hij gastdocent aan verschillende Europese universiteiten.

### Oprichter jongereninformatie- en adviescentrum
In 1962 en 1963 onderzocht Faché moeilijkheden en problemen bij jongeren. Jongeren wisten niet waar ze terecht konden met hun vragen of waar ze informatie konden verkrijgen. Van 1963 tot 1965 zet hij zich in voor individuele jongeren hulpverlening en in 1966 richt hij samen met juristen, psychologen en maatschappelijk werkers "Info - Jeugd" op in Gent. Elke jongere kon hier anoniem terecht voor gratis info. Er werd toen ook ingezet op schriftelijke relevante informatie in een tweemaandelijks jongerentijdschrift.
In 1968 stelde Faché via interviews bij jeugdwerkers vast dat jongeren vaak persoonlijke vragen stellen of problemen aankaarten. Als gevolg van dit onderzoek kregen jeugdhuizen een bijkomende taak als adviesverstrekker. Momenteel is dit niet meer de hoofdfunctie van jeugdhuizen en is de advisering verlegd naar dialoog, infosessies en folders. Jongeren vinden vandaag zelf sneller de weg met het internet of sociale media.
In 1969 werd er een nationaal studie- en servicecentrum voor jongereninformatie- en advieswerk opgericht. Ze kregen een erkenning van de landelijke jeugddienst. Hun taak bestond er vooral in om alle personen die met jongeren werkten te ondersteunen. In 1970 werden in Brussel voordrachten gehouden omtrent jeugdwerk met als doel andere jongereninformatie- en adviescentra te openen en/of te ondersteunen. Faché heeft op deze bijeenkomst een vorming gegeven over de noodzaak van jongereninformatie- en adviescentra.
In 2013 was Faché aanwezig bij de oprichting van De Ambrassade. Deze organisatie ondersteunt alle jongeren informatie- en adviespunten en vormt het kenniscentrum voor jeugd. Het ontstaan van De Ambrassade is gegroeid door een fusie van VIP Jeugd, Steunpunt Jeugd en de Vlaamse Jeugdraad. Vanuit de Ambrassade is in 2018 WatWat opgericht en in 2021 de app Waddist.

### Adviserend lid van de WHO
De Wereldgezondheidsorganisatie (WHO) zet onder andere in op jongeren om hen te betrekken en partner te maken van de uitdagingen die vandaag op globaal niveau waarneembaar zijn. Willy Faché heeft een adviserende functie gehad binnen de WHO.

## Publicaties
Door zijn verbondenheid aan de Universiteit Gent en zijn status als onderzoeker heeft hij veel publicaties op zijn naam waaronder:
- Gemeentelijk jeugdwelzijnsbeleid: Gent: RUG. Studiegroep jeugdwelzijnsbeleid, 1981
- Onderzoek naar mogelijke functies voor jeugdhuiswerk en betere handelingsrepertoires voor jeugdhuiswerkers: Gent, 1984
- Jongereninformatie – en advieswerk: Antwerpen, Apeldoorn, 2016
- Inspiratie tot innovatie in jeugdhuizen, jongerencentra, jeugdcentra en jeugdclubs: Antwerpen, 2018